# Ferrari-Agri
Ne doit pas être confondu avec Ferrari Trattori ou Ferrari.

La société Ferrari Agri, qui n'a aucun lien avec le célèbre constructeur de voitures sportives Ferrari, ni avec son homonyme Ferrari Trattori aujourd'hui disparu, est un constructeur de tracteurs agricoles spécialisé dans les modèles de petite taille.

## Histoire
La société Officine Meccaniche FERRARI S.p.A. a été créée en 1954 à Luzzara dans la province de Reggio Emilia en pleine période de reconstruction de l'Italie, durement touchée par les bombardements massifs de tous les sites industriels. 
Au début, la société dispose d'une tréfilerie pour la fabrication de tuyaux d'arrosage mais très vite, en 1957, le premier motoculteur est présenté officiellement à la Foire de Vérone sous le nom MC57. Son succès commercial fera qu'il ne sera remplacé qu'en 1965 par le modèle articulé MT65.
La marque s'affirme par son très haut niveau technique et son laboratoire de recherche et développement à la pointe de la technologie. La gamme s'enrichit avec des engins de coupe et autres spécialités agricoles d'utilisations multiples.
À partir de 1960, la société s'engage sur les marchés étrangers en constituant un réseau d'importation avec des concessionnaires multimarques. Une filiale est créée en France en Haute-Savoie toujours active en 2017.
À partir de 1988, la société entre dans le groupe italien BCS Group qui conçoit et construit des machines agricoles, des équipements pour l'entretien des espaces verts, des machines pour la production d'énergie électrique autonome et pour la soudure mobile.

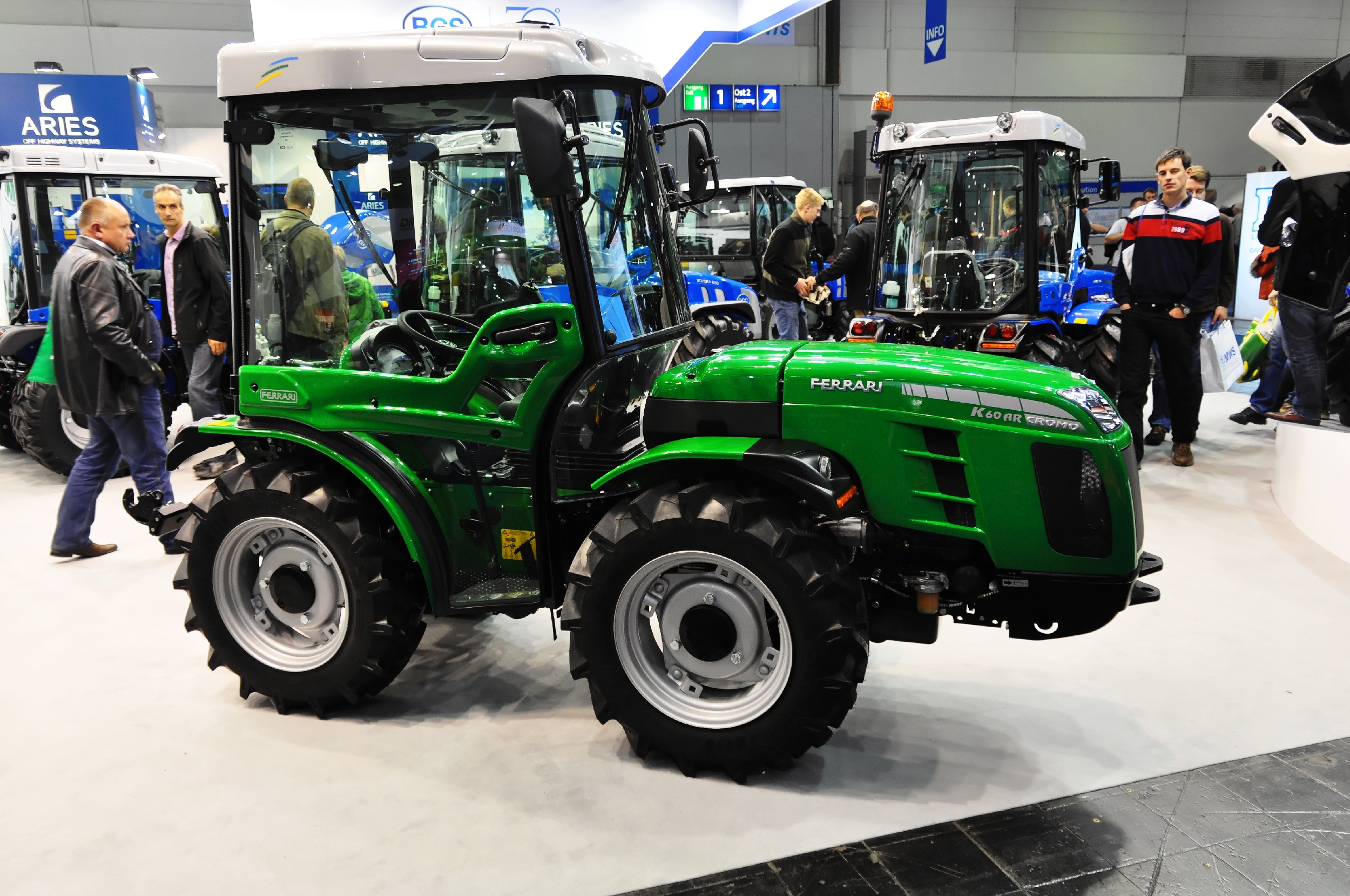
Tracteur Ferrari présenté à Agritechnica 2013
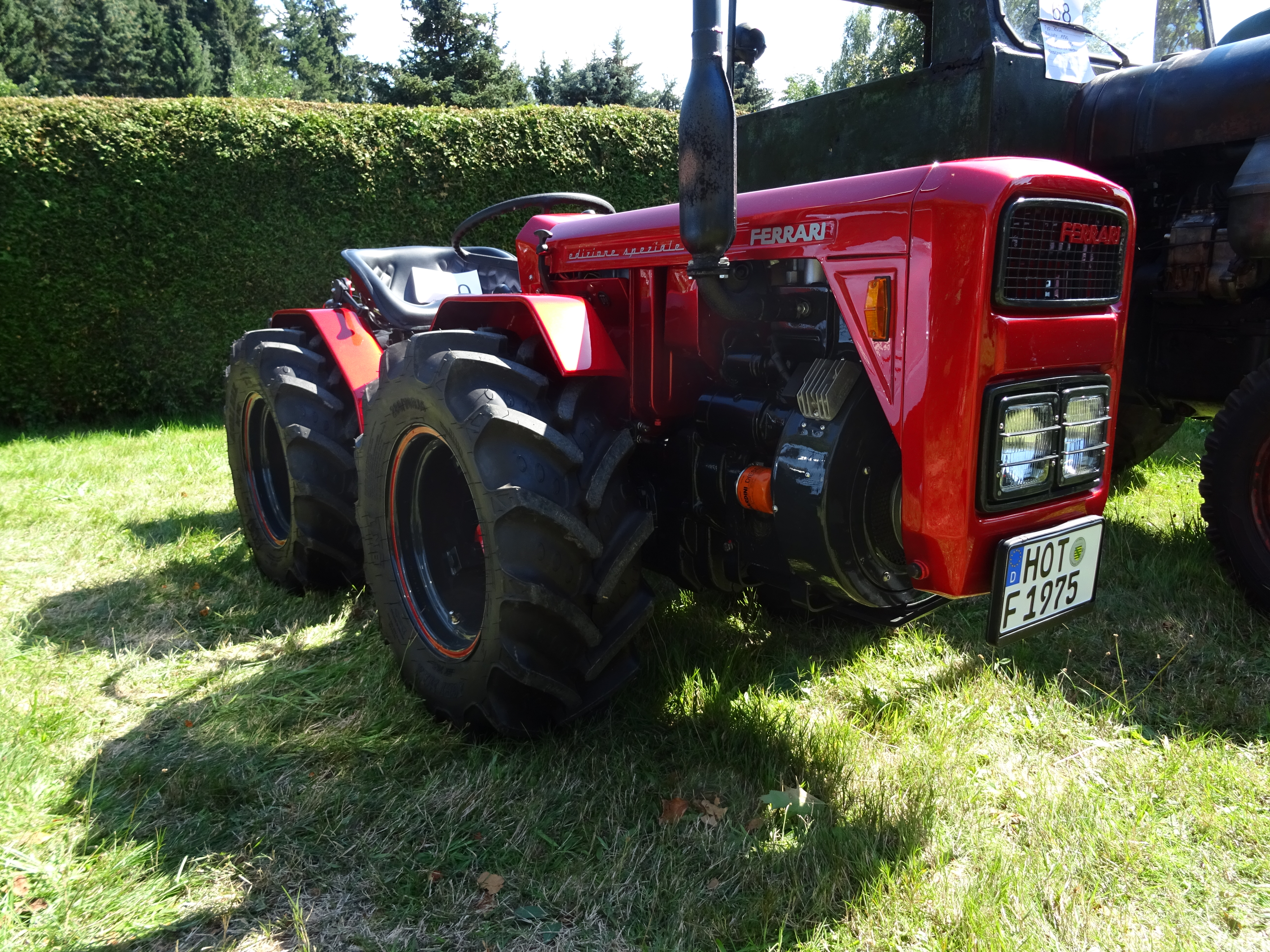
Modèle MT65 articulé.
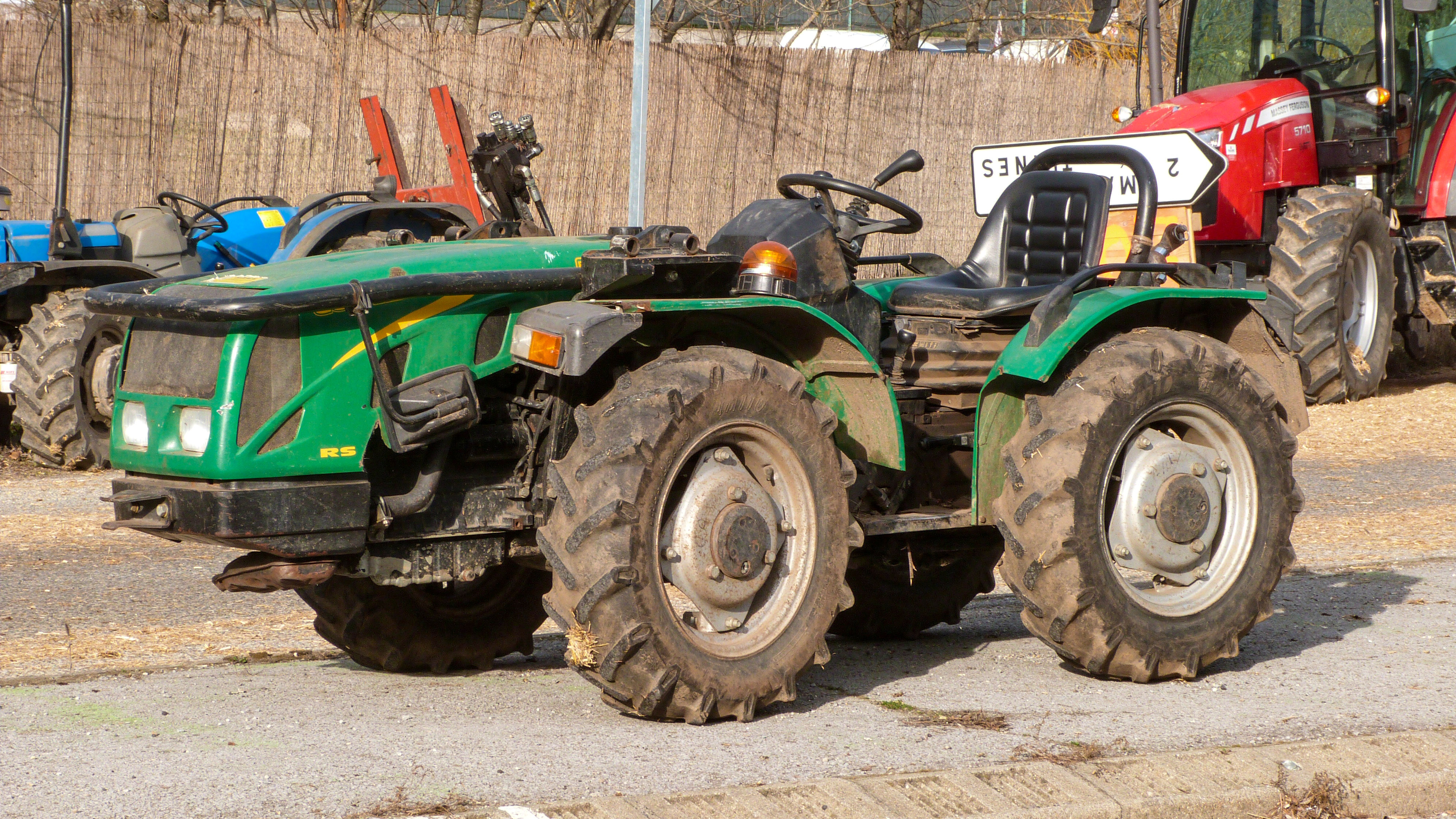
Ferrari Cobram 50 RS avec arceau replié.